# 김진용 (1973년)
김진용(한국 한자: 金鎭用, 1973년 5월 5일 ~ )은 대한민국의 전 축구 선수이며, 포지션은 공격수였다.